# Калоферски манастир „Рождество Богородично“
 Тази статия е за Калоферския мъжки манастир „Рождество Богородично“.  За Калоферския девически манастир вижте Калоферски манастир „Въведение Богородично“.  
Калоферският манастир „Рождество Богородично“ e мъжки манастир на Българска православна църква, намиращ се на територията на Карловското архиерейско наместничество, Пловдивска епархия.

## Местоположение
Калоферският мъжки манастир се намира на около 7 км в северна посока от подбалканския град Калофер. Околността на манастира представлява живописна долина на брега на Бяла река, заобиколена от хълмовете на Стара планина. На около 200 метра над манастира започва Национален парк „Централен Балкан“ и комплекс „Бяла река“. Наблизо е и екопътеката „Бяла река“, която е част от едноименния комплекс, включващ още бивак и детски център за оцеляване сред природата „Джендема“.

## История
Манастирът „Рождество Богородично“ е основан през 1640 г. Впоследствие е разрушен, но няма точни данни кога става това. Отново е възобновен през 1819 г. По време на Руско-турската освободителна война (1877 – 1878) при временното оттегляне на руските войски Калоферският мъжки манастир, както и много други християнски светилища в района, бива отново разрушен от турците. Предпоследното му възстановяване датира от 1881 г.
По случай 1300-годишнина от основаването на Българската държава, през 1981 г., обителта е възобновена из основи и водоснабдена. Реставрацията започва през 1981 и завършва 1984 г. Храмът е изографисан през 2003 г. от художниците Михаил Минков от Пловдив и Нанко Нанков от Шумен.
Храмовият празник се чества на 8 септември.
Манастирът има скит „Покров Богородичен“.